# Palma Arena
O Palma Arena, também conhecido como Velódromo de Palma, é um pavilhão multi-desportivo da cidade de Palma de Maiorca. A sua principal função é a de sala de concertos.
A pista foi construída baixo o comando do arquiteto holandês Sander Douma (especialista em pistas para velódromos) e o edifício foi construído pelos arquitetos locais Jaime e Luis Garcia-Ruiz com motivo do Campeonato Mundial de Ciclismo em Pista de 2007.
O velódromo foi inaugurado a 2 de maio de 2007 com um partido de tênis entre o ganhador de Torneio de Roland Garros e o de Wimbledon desse ano: Rafael Nadal e Roger Federer.

## Características
O Palma Arena ocupa uma superfície de 90 000 metros quadrados. Tem uma capacidade máxima para 8.106 pessoas em uso de concertos ou similares, para 450 pessoas em uso de pista de desportiva, a capacidade das arquibancadas interiores é de 5050 pessoas. Conta com grandes cristaleiras que deixam entrar a luz natural e uma pista que compete com os melhores velódromos do mundo: Manchester, Atenas ou Melbourne. A corda da pista é de 250 metros. Os peraltes contam com uma inclinação de 43.º e 15.º com umas rectas mais curtas para ganhar velocidade. A madeira é de pinheiro siberiano que foi importada da Ucrânia. O recinto conta com um estacionamento coberto com capacidade para 250 veículos.
O novo velódromo de Palma tem sido dotado dos mais eficientes sistemas de climatização. A circulação de ar realiza-se mediante difusores integrados nas arquibancadas, evitando as sensações de correntes de ar, conseguindo desta forma um excelente grau de confort dos espectadores.
Entre 29 de março e 1 de abril de 2007 teve lugar o Campeonato Mundial de Ciclismo em Pista, competindo-se em 17 disciplinas, 10 masculinas e 7 femininas. Em setembro celebrou-se o Eurobasket.
Actualmente também se usa de recinto para feiras, concertos e outros eventos desportivos de relevância.

## Eventos
Desde a sua inauguração, o velódromo tem albergado diversos acontecimentos desportivos e culturais:
- Campeonato Mundial de Ciclismo em Pista 2007, celebrado entre 29 de março e 1 de abril de 2007; inaugurando, assim, o velódromo.

- The Battle of Surfaces, ou A Batalha das Superfícies,[2] celebrado a 2 de maio do mesmo ano. Um espectáculo nunca antes visto no que Rafa Nadal e Roger Federer se enfrentaram numa pista metade erva, metade terra batida. O partido adjudicou-lho o manacori por 7-5, 4-6 e 7-6 (12-10 no tie-break)
- Eurobasket de 2007. O velódromo foi a sede dos partidos do Grupo C na primeira fase. Estes partidos disputaram-se entre os dias 3 e 5 de setembro de 2007.
- Campeonatos da Espanha de Ciclismo em Pista Elite e Sub - 23. Desde o ano 2007, o velódromo acolhe estas provas do ciclismo espanhol.
- Concerto de Raphael, celebrando os seus 50 anos de carreira artística.
- Circo do Sol, espectáculo " Alegria", agosto do ano de 2013.

## Corrupção política: o "caso Palma Arena"
O "caso Palma Areia" é um processo judicial por corrupção, com mais de 25 peças separadas, que se inicia em outubro de 2007 a raiz da denúncia do novo conselheiro de Desportos do Governo Autonómico das Ilhas Baleares, o socialista Mateu Cañellas, quem assegurou que o anterior governo autonómico do Partido Popular presidido por Jaume Matas tinha autorizado uma despesa total de 90,6 milhões de euros para o velódromo, quase o dobro dos 48 milhões orçamentados. Interveio a Promotoria Anticorrupção e em agosto de 2008 o Julgado número 3 de Palma de Maiorca iniciou a instrução judicial pela possível comissão de delitos de malversação de volumes públicos, falsidade e suborno em relação à construção do pavilhão. Pouco a pouco foram imputadas até 30 pessoas, entre elas o ierno do rei Iñaki Urdangarin, acusado a 29 de dezembro de 2011 pela suposta ilegalidade dos convénios assinados em 2005 e 2006 entre a Instituto Nóos, o Instituto Balear de Turismo (Ibatur), dependentes do Governo balear, e o Instituto Nóos, presidido por ele, e o ex-presidente balear e ex-ministro do Partido Popular Jaume Matas.
Jaume Matas abandonou o PP a 29 de março de 2009, a véspera de que se decretasse para ele prisão provisória com fiança de 3 milhões de euros -rebaixada em outubro de 2011 a 2,5 milhões- que pagou para se manter em liberdade. a 20 de março de 2012 Matas foi condenado a seis anos de prisão por beneficiar com dinheiro público ao jornalista que lhe escrevia os discursos. Foi o primeiro assunto relacionado com o caso Palma Arena que ficou judicialmente resolvido. A peça na que se julgou o pagamento de um suposto suborno por parte do conhecido produtor televisivo José Luis Moreno a Matas ficou arquivada em março de 2011, enquanto a relativa à suposta contratação irregular do arquiteto Santiago Calatrava para realizar um anteprojecto de uma ópera em Palma segue pendente.